# Chen Guang
Chen Guang (* 3. Februar 1995 in Changchun) ist ein chinesischer Shorttracker.

## Werdegang
Chen hatte international seinen ersten Erfolg bei den Juniorenweltmeisterschaften 2012 in Melbourne. Dort gewann er mit der Staffel über 3000 m die Silbermedaille. Zwei Jahre später holte er bei den Juniorenweltmeisterschaften in Erzurum mit der Staffel über 3000 m die Goldmedaille. Im Weltcup debütierte er im Dezember 2014 in Shanghai und belegte dabei den sechsten Rang über 500 m. Bei der Winter-Universiade 2015 in Granada gewann er jeweils über 500 m ,1000 m und 1500 m die Bronzemedaille und mit der Staffel über 5000 m die Goldmedaille. Zu Beginn der Saison 2015/16 holte er beim Weltcup in Montreal mit der Staffel über 5000 m seinen ersten Weltcupsieg. Im weiteren Saisonverlauf errang er in Toronto den dritten Platz mit der Staffel und in Nagoya den dritten Platz über 500 m und den zweiten Platz mit der Staffel. Bei der Winter-Universiade 2017 in Almaty gelang ihn der 14. Platz über 1000 m und der siebte Rang über 500 m. Mit der Staffel gewann er dort die Goldmedaille.

## Persönliche Bestzeiten
- 500 m      40,634 s (aufgestellt am 5. Februar 2017 in Almaty)
- 1000 m    1:26,012 min. (aufgestellt am 5. Februar 2017 in Almaty)
- 1500 m    2:14,690 min. (aufgestellt am 13. Dezember 2015 in Shanghai)
- 3000 m    4:51,097 min. (aufgestellt am 21. Dezember 2014 in Seoul)

## Weltcupsiege im Team
| Nr. | Datum            | Ort        |
| --- | ---------------- | ---------- |
| 1.  | 1. November 2015 | Montreal 1 |